# Carl Jakob Sutermeister
Carl oder Karl Jakob Sutermeister (* 4. Januar 1809 in Zofingen; † 6. Januar 1853 ebenda) war ein Schweizer Maler.

## Leben
Sutermeister war Sohn von Maria Anna Ringier (1780–1840) und des Eisenhändlers Gottlieb Heinrich Sutermeister (1773–1844). Er studierte ab 1829 an der Königlichen Akademie der bildenden Künste in München.
Sutermeister beteiligte sich an Schweizer Kunstausstellungen. 1839 veröffentlichte er ein Prachtblumenwerk mit 40 Vorlegeblättern zum Blumenzeichnen. Er ist bekannt für seine Blumen-, Bildnis- und Tiermalerei.